# Sybra maculicollis
Sybra maculicollis là một loài bọ cánh cứng trong họ Cerambycidae.